# Parc éolien de Brem-sur-Mer
Le parc éolien de Brem-sur-Mer est un parc éolien situé dans le département de la Vendée en France sur la commune de Brem-sur-Mer. 

## Situation
Il s'étend le long de la route départementale 32 à l'est, sur la partie la plus haute de la commune (point haut à 55 mètres au-dessus du niveau de la mer), entre Vairé et Landevieille. Il est situé à quelques kilomètres des parcs de Vairé et L'Île-d'Olonne.

## Histoire
Le projet d'implantation de ces 5 éoliennes sur les hauteurs de la commune est lancé en 2000. Le chantier débute en 2005. Le 12 décembre 2005 a lieu la mise en service provisoire du parc afin de tester les appareils électriques. 
Son inauguration a eu lieu le 29 mai 2006.

## Caractéristiques
Le projet a représenté un investissement de 5 millions d'euros.
- Hauteur de la tour : 55 mètres
- Tour tubulaire en acier
- Diamètre du rotor : 58 mètres
- Vitesse de rotation : 26,3 tr/min
- Poids : 
  - Tour : 57 tonnes
  - Nacelle : 23 tonnes
  - Rotor : 11,5 tonnes

Il est géré par la compagnie du Vent, une filiale du groupe GDF SUEZ.

## Production
Chaque éolienne a une puissance de 850 kW. La puissance totale du site est de 4,25 MW. La production annuelle est estimée à 9,6 millions de kWh.
Le parc permet d'alimenter environ 4 250 personnes et permet d’éviter l’émission de plus de 4 000 tonnes de gaz carbonique chaque année.